# Étienne Mignot de Montigny
Étienne Mignot de Montigny (n. 15 de diciembre de 1714 - f. 6 de mayo de 1782) fue un ingeniero, geómetra y tesorero francés.
En los años 1730, viajó por Inglaterra, Suiza y la campiña francesa para observar las industrias textiles. A su vuelta fue nombrado comisario del Ministerio de Comercio francés. Su misión era la de mejorar la industria y el comercio gracias a la aplicación de nuevos inventos y máquinas.
Fue miembro de la Real Academia de Ciencias francesa, ocupando los puestos siguientes:
- Mecánico adjunto, nombrado el 17 de enero de 1740.
- Geómetra asociado el 21 de junio de 1742.
- Mecánico interno supernumerario el 10 de diciembre de 1757.
- Mecánico interno el 11 de enero de 1758.
- Subdirector de la Real Academia de Ciencias francesa en 1762 y en 1779.
- Director de la Real Academia de Ciencias francesa en 1763 y en 1780.
- Vicepresidente de la Real Academia de Ciencias francesa en 1765.
- Presidente de la Real Academia de Ciencias francesa en 1766.

Publicó Trabajos sobre las enfermedades del ganado en 1775, Métodos de trabajar el cuero y las pieles y Viaje a Orleans, Blois, Tourraine, Anjou y Bretaña (Voyage dans l'Orléanois, le Blésois, la Tourraine, l'Anjou et la Bretagne).
- Datos: Q3592285